# Дитрих (пфалцграф на Саксония)
Вижте пояснителната страница за други личности с името Дитрих.
Дитрих (на немски: Dietrich, Theodericus, Thiedrich; † 6 март 995) е от 982 до 995 г. пфалцграф на Саксония и граф в Остфалия.

## Биография
Той произлиза от богатата и знатна саксонска благородническа фамилия Имединги. Син е на Валдеред († ок. 984) и Берта († ок. 984) от род Бурхардинги, дъщеря на херцог Бурхард III от Швабия и първата му съпруга Вилтраут (Вилтруд) от фамилията Имединги, сестра на Буркхард граф в Хасегау и Лизгау.
През 984 г. Дитрих неуспешно прави опит да получи милост от баварския херцог Хайнрих II след освобождението му. Заедно с брат си Зигберт (Зико I, Зибертус, Зигибертус, от Аселбург) те го молят боси за прошка в Корвей.
Според кралски документ от 10 август 990 г. Зигберт/Зико I († 14 октомври 995) притежава графството в Лизгау и Дитрих графството в Остфалия със силно упрепеният замък Мундбург при Мюден на река Алер.

## Фамилия
Дитрих е жени за Фритеруна, вероятно дъщеря на Адалберо пфалцграф на Саксония († 982) и втората му съпруга Ида Швабска († 986). Фритеруна е сестра на Фолкмар (Попо) († 991), епископ на Утрехт (976 – 990). Те имат децата:
- Зигберт (* 995/1007; † пр. 1017), граф в Остфалия и Хесен
- Бернвард (* ок. 950/960; † 20 ноември 1022), епископ на Хилдесхайм (993 – 1022)
- Тамо (Танкмар) (* ок. 960; † 1037), от 994 граф в Хесенгау и от 1013 г. граф в Астфала
- Титбурга
- Юдит († 13 март началото на 11 век), абатиса на манастир Рингелхайм (днес част от Залцгитер), Светия
- Унван († 27 януари 1029), архиепископ на Хамбург-Бремен (1013 – 1029)